# Смит, Девонтей
Девонтей Смит (англ. DeVonta Smith; 14 ноября 1998, Амит, Луизиана) — профессиональный американский футболист, уайд ресивер клуба НФЛ «Филадельфия Иглз». На студенческом уровне выступал за команду Алабамского университета. Двукратный победитель плей-офф национального чемпионата. Обладатель Трофея Хайсмана, наград Максвелла, Уолтера Кэмпа, Фреда Билетникоффа и Пола Хорнанга по итогам сезона 2020 года. На драфте НФЛ 2021 года был выбран в первом раунде под общим десятым номером.

## Биография
Девонтей Смит родился 14 ноября 1998 года в городе Амит в Луизиане. Там же он окончил старшую школу, в составе её футбольной команды выигрывал чемпионат штата. На момент выпуска Смит входил в число лучших принимающих Луизианы, был включён в рейтинг ESPN 300. Получив несколько предложений спортивной стипендии, он сделал выбор в пользу Алабамского университета.

### Любительская карьера
В футбольном турнире NCAA Смит дебютировал в сезоне 2017 года. Он сыграл в четырнадцати матчах, набрав на приёме 160 ярдов, также выходил на поле как игрок специальных команд. В финале плей-офф против «Джорджии» Смит заработал ставший победным 41-ярдовый тачдаун на приёме в овертайме. В сезоне 2018 года он сыграл четырнадцати матчей, набрав 693 ярда с шестью тачдаунами.
В 2019 году Смит стал одним из лидеров нападения команды. В тринадцати проведённых играх он набрал 1256 ярдов. Этот результат стал восьмым в NCAA и третьим в истории университета. По итогам турнира агентство Associated Press включило его в состав сборной звёзд конференции SEC. Вместе со своим партнёром Джерри Джуди Смит претендовал на награду Фреда Билетникоффа, вручаемую лучшему принимающему по итогам сезона.
В сезоне 2020 года он сыграл тринадцать матчей, второй раз в карьере выиграв с «Алабамой» национальный чемпионат. В финале против «Огайо Стейт» Смит набрал 215 ярдов с тремя тачдаунами, хотя провёл на поле только первую половину игры. Суммарно в играх турнира он сделал 117 приёмов на 1856 ярдов с 23 тачдаунами. Все три показателя стали лучшими в NCAA, он установил новые рекорды университета по числу набранных ярдов и тачдаунов. По итогам сезона Смит стал обладателем Трофея Хайсмана, третьим в истории Алабамы. Также он получил награды Билетникоффа и Пола Хорнанга, был признан игроком года по версиям Associated Press, CBS Sports, Футбольного клуба Максвелла и Фонда Уолтера Кэмпа.

#### Статистика выступлений в NCAA
| Сезон | Команда              | Игры | Приём | Приём | Приём | Приём | Вынос | Вынос | Вынос | Вынос |
| Сезон | Команда              | Игры | Rec   | Yds   | Y/A   | TD    | Att   | Yds   | Y/A   | TD    |
| ----- | -------------------- | ---- | ----- | ----- | ----- | ----- | ----- | ----- | ----- | ----- |
| 2017  | Алабама Кримсон Тайд | 14   | 8     | 160   | 20,0  | 3     | 0     | 0     | 0,0   | 0     |
| 2018  | Алабама Кримсон Тайд | 14   | 42    | 693   | 16,5  | 6     | 0     | 0     | 0,0   | 0     |
| 2019  | Алабама Кримсон Тайд | 13   | 68    | 1256  | 18,5  | 14    | 0     | 0     | 0,0   | 0     |
| 2020  | Алабама Кримсон Тайд | 13   | 117   | 1856  | 15,9  | 23    | 4     | 6     | 1,5   | 1     |
| Всего | Всего                | 54   | 235   | 3965  | 16,9  | 46    | 4     | 6     | 1,5   | 1     |

### Профессиональная карьера
Перед драфтом НФЛ 2021 года аналитик сайта Bleacher Report Нейт Тайс ставил Смита на первое место среди ресиверов. К достоинствам игрока он относил координацию движений, технику приёма мяча и атлетизм, физическую силу, умение ловить мяч в борьбе, работу на маршрутах и умение играть на разных позициях. В качестве недостатков Тайс называл антропометрические данные Смита и недостаточную резкость движений. Лори Фицпатрик из USA Today Sports тоже прогнозировала игроку выбор в первом раунде драфта, отмечая, что благодаря своей технике он уже в дебютном сезоне может войти в число участников Пробоула.
На драфте Смит был выбран «Филадельфией» в первом раунде под общим десятым номером. В июне он подписал с клубом четырёхлетний контракт с возможностью продления ещё на один сезон, сумма соглашения составила 20,1 млн долларов. В дебютном сезоне он сыграл в семнадцати матчах регулярного чемпионата и одном в плей-офф, несмотря на травму локтя. Смит набрал 916 ярдов, побив рекорд «Филадельфии» для новичков, установленный в 2008 году Дешоном Джексоном.

#### Статистика выступлений в НФЛ

##### Регулярный чемпионат
| Сезон | Команда          | Игры | Приём | Приём | Приём | Приём | Вынос | Вынос | Вынос | Вынос |
| Сезон | Команда          | Игры | Rec   | Yds   | Y/A   | TD    | Att   | Yds   | Y/A   | TD    |
| ----- | ---------------- | ---- | ----- | ----- | ----- | ----- | ----- | ----- | ----- | ----- |
| 2021  | Филадельфия Иглз | 17   | 64    | 916   | 14,3  | 5     | 0     | 0     | 0,0   | 0     |
| Всего | Всего            | 17   | 64    | 916   | 14,3  | 5     | 0     | 0     | 0,0   | 0     |

##### Плей-офф
| Сезон | Команда          | Игры | Приём | Приём | Приём | Приём | Вынос | Вынос | Вынос | Вынос |
| Сезон | Команда          | Игры | Rec   | Yds   | Y/A   | TD    | Att   | Yds   | Y/A   | TD    |
| ----- | ---------------- | ---- | ----- | ----- | ----- | ----- | ----- | ----- | ----- | ----- |
| 2021  | Филадельфия Иглз | 1    | 4     | 60    | 15,0  | 0     | 0     | 0     | 0,0   | 0     |
| Всего | Всего            | 1    | 4     | 60    | 15,0  | 0     | 0     | 0     | 0,0   | 0     |